# Теорема Бараньяи

Разбиение полного графа с 8 вершинами на 7 цветов (совершенные паросочетания), случай r = 2 теоремы Бараньяи

Теорема Бараньяи — теорема о разбиениях полных гиперграфов. Доказана Жолтом Бараньяи и названа его именем.

## Формулировка
Если {\displaystyle 2\leqslant r<k} являются натуральными числами и r делит k, то полный гиперграф {\displaystyle K_{r}^{k}} можно разложить на 1-факторы. 

### Замечания
- {\displaystyle K_{r}^{k}} — это гиперграф с k вершинами, в котором каждое подмножество из r вершин образует гиперребро.
- 1-фактор этого гиперграфа — это набор гиперрёбер, которые содержат каждую вершину в рёбрах ровно раз, что эквивалентно разбиению вершин на подмножества размера r.

Таким образом, теорема утверждает, что k вершин гиперграфа могут быть разбиты на подмножества r вершин {\displaystyle {\binom {k}{r}}{\frac {r}{k}}={\binom {k-1}{r-1}}} различными способами таким образом, что каждое r-элементное подмножество появляется ровно раз в разбиении.

## Случайr=2{\displaystyle r=2}
В специальном случае {\displaystyle r=2} мы имеем полный граф {\displaystyle K_{n}} с {\displaystyle n} вершинами и хотим раскрасить рёбра в {\displaystyle {\binom {n}{2}}{\frac {2}{n}}=n-1} цветов так, что рёбра каждого цвета образуют совершенное паросочетание. Теорема Бараньяи утверждает, что мы можем это сделать, если {\displaystyle n} чётно.

## История
Случай r = 2 можно переформулировать как утверждение, что любой полный граф с чётным числом вершин имеет рёберную раскраску, число цветов которой равно его степени, или, эквивалентно, что рёбра могут быть разбиты на совершенные паросочетания. Это можно использовать для создания круговых турниров и решение было известно в 19-м веке.  Случай k = 2r также прост.
Случай r = 3 рассмотрел в 1963 году Р. Пелтесон. Общий случай доказал в 1975 году Жолт Бараньяи.